# Mark 34 (торпеда)
Mark 34 (первоначально самоходная мина Mk 44) — американская 483-мм противолодочная авиационная торпеда. Разработана на Полигоне минного оружия (U.S. Mine Warfare Test Station, Solomons, Md.) на базе самоходной мины Mk 24. Основным отличием от прототипа было использование магнитострикционных гидрофонов вместо пьезоэлектрических. С 1948 по 1954 года произведено около 4050 единиц. Основные производители — American Machine and Foundry Co., Buffalo, N.Y.; the Naval Ordnance Plant, Forest Park, Ill.; Naval Mine Depot, Yorktown, Va. Состояла на вооружении противолодочной авиации, заменена торпедой Mk 43.
Приводилась в движение электродвигателем с двумя батареями. В режиме поиска батареи подключались параллельно, обеспечивая автономность 30 минут при скорости 11 узлов. После обнаружения цели батареи переключались последовательно (режим атаки), увеличивая скорость до 17 узлов.